# Ē
Der Buchstabe Ē (kleingeschrieben ē) ist ein Buchstabe des lateinischen Schriftsystems. Er besteht aus einem E mit Makron.

## Lebende Sprachen
Das Ē ist im lettischen Alphabet enthalten. Dort stellt er ein langes E dar, welches im Lettischen entweder wie ein deutsches E oder wie ein deutsches Ä ausgesprochen werden kann.
Viele polynesische Sprachen, wie z. B. das Māori oder die hawaiische Sprache benutzen das Ē, um ein langes E darzustellen. Ähnlich wie bei den deutschen Umlauten ist das Ē jedoch kein Buchstabe in den jeweiligen Alphabeten und Wörter mit Ē werden unter E einsortiert.

## Ausgestorbene Sprachen
Das Ē wird auch zur Darstellung ausgestorbener Sprachen verwendet. Dazu zählen u. a. die indogermanische Ursprache, die altenglische Sprache und das Urkeltische. In all diesen Sprachen entspricht das Ē dem langen Vokal E.

## Transliteration
Das Ē wird manchmal auch bei der Transliteration fremder Schriftsysteme benutzt, allerdings tritt es seltener auf als andere Buchstaben mit Makron wie Ā oder Ī, da viele Schriftsysteme kein langes E kennen. In ISO 15919 steht das Ē für ein langes E und wird in den indischen Schriften als Anfangsbuchstabe mit ए/এ/ਏ/એ/ଏ/ஏ/ఏ/ಏ/ഏ/ඒ und innerhalb eines Wortes mit dem Vokalzeichen े/ে/ੇ/ે/େ/ே/ే/ೇ/േ/ේ geschrieben.
Ferner wird das Ē auch in Pinyin für den Buchstaben E im ersten Ton verwendet.

## Darstellung auf dem Computer
Unicode enthält das Ē an den Codepunkten U+0112 (Großbuchstabe) und U+0113 (Kleinbuchstabe).
In TeX kann man das Ē mit den Befehlen \=E und \=e bilden.
In HTML kann über die Zeichenfolge &#274; der Großbuchstabe Ē und über &#275; der Kleinbuchstaben ē gesetzt werden. Als benannte Zeichenentitäten gibt es &Emacr; für das große Ē und &emacr; für das kleine ē.